# Onosma thracicum
Onosma thracicum är en strävbladig växtart som beskrevs av Josef Velenovský. Onosma thracicum ingår i släktet Onosma och familjen strävbladiga växter. Inga underarter finns listade i Catalogue of Life.